# Cerak Vinogradi

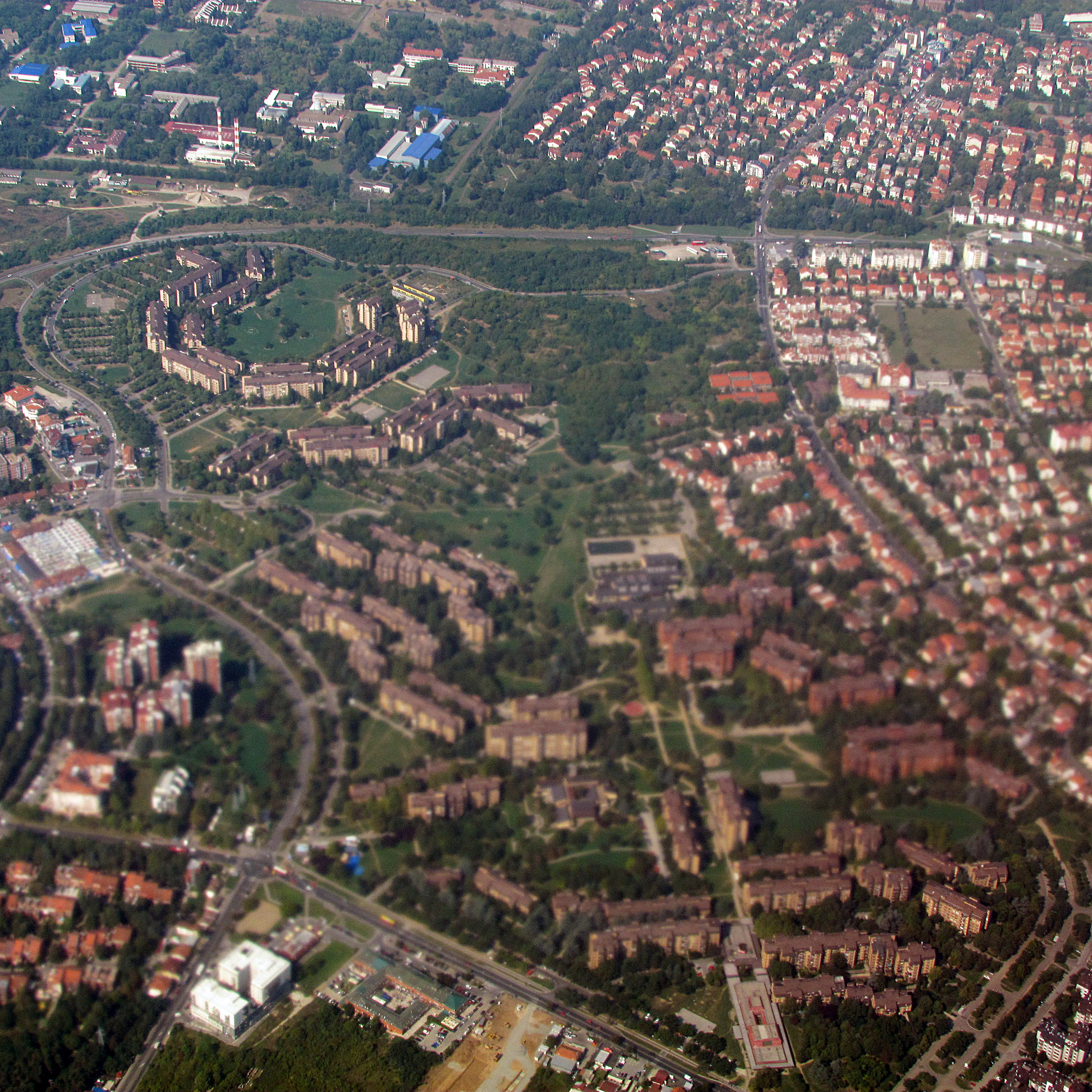
Pohled na sídliště.

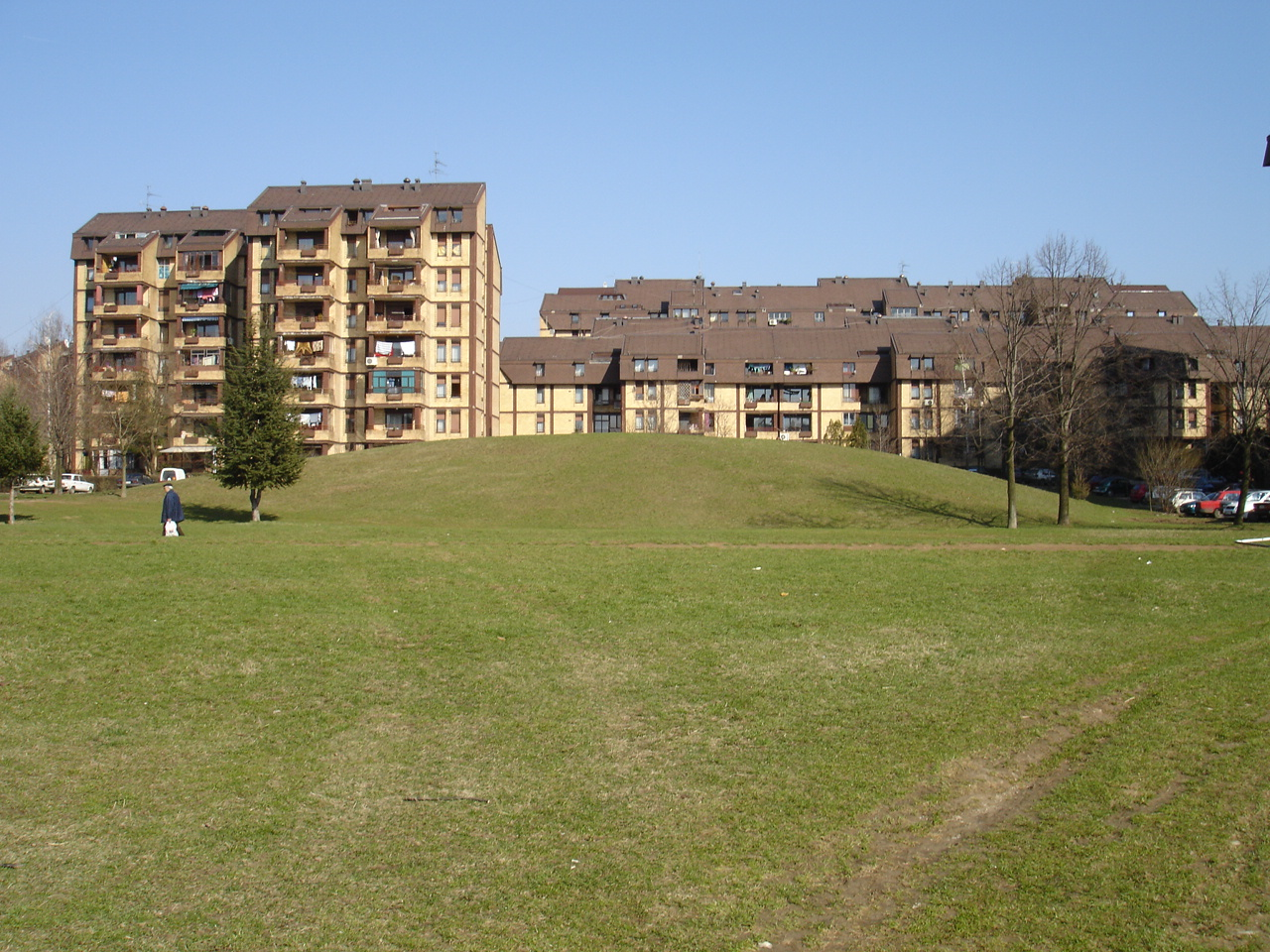
Zeleň a domy.

Cerak Vinogradi (v srbské cyrilici Церак Виногради) je sídliště v srbské metropoli Bělehradě. Administrativně je součástí městské části Čukarica. Sídliště bylo dokončeno v roce 1988 a stalo se první svého typu, které bylo v Srbsku prohlášeno za kulturní památku. Projekt sídliště je evidován v Docomomo International a bylo prezentováno na výstavbě v Muzeu moderního umění v New Yorku.
Sídliště bylo vybudováno na ploše, kterou vymezují na severu soubory Cerak a Filmski Garad, na východě Rakovica a Skojevsko Naselje, na západě Ibarská magistrála a na jihu Vidikovac. Stavebně bylo rozděleno na dvě části, a to sídliště Cerak I a Cerak II.
V roce 1985 bylo oceněno cenou Oktobarska nagrada.

## Historie
Projekt nového sídliště byl navržen v závěru 70. let 20. století. V soutěži, ve které se především hledělo na nízké náklady a schopnost dodržet termíny projektu, vyhrál projekt společnosti Napred architektů Milenija Marušić, Darko Marušić a Nedeljko Borovnica. Sídliště bylo projektováno pro 15 tisíc obyvatel. Aby bylo možné stavět efektivně a rychle, měli architekti sídliště v zadání minimalizovat počet unikátních prvků, ze kterých jednotlivé bytové bloky byly realizovány. Tím by bylo možné zrychlit, zjednodušit a zlevnit výrobu stavebního materiálu. O uspořádání bytů se diskutovalo i s veřejností.
Stavební práce na jednotlivých domech byly zahájeny v roce 1979 a probíhaly devět let. Poslední úpravy byly dokončeny roku 1988. Realizace neodpovídala plánu; projekt se prodražoval a jeho dokončení se neustále oddalovalo. I přes některé problémy s izolacemi u jednotlivých budov se nicméně ve své době jednalo o jedno z nejmodernějších a nejpokrokovějších sídlišť tehdejší jugoslávské metropole. Jednotlivé budovy byly umístěny do řad s centrálními plochami zeleně, ulice byly vybudovány po okrajích sídliště.
Ne všechny stavby, které byly původně zamýšleny, byly ale nakonec zrealizovány. Nebyl například postaven plavecký bazén, sportovní hala, multifunkční centrum na Jablaničké ulici. Jednotlivé ulice na sídlišti byly pojmenovány podle stromů, které byly v jejich blízkosti vysázeny (např. Jablanička ulica podle jabloní apod.). Jednotlivé domy mají různou podlažnost, mají většinou tři a šest pater; tři domy jsou devítipatrové. Domy byly budovány průmyslovým způsobem výstavby, nicméně se nejedná o panelové domy. Uplatněn byl systém IMS – Žeželj, kde se použily prefabrikované díly, především panely pro vnitřní přepážky, jednotlivá patra a nosníky. Střechy budov byly realizovány jako sedlové. Celkem se na sídlišti nachází 67 budov a 3650 bytů.
Přestože se ve své době jednalo o revoluční projekt, vinou špatné údržby v 90. letech 20. století se začal technický stav budov postupně zhoršovat, stejně jako okolní parková úprava veřejného prostoru.
V roce 2019 bylo sídliště prohlášeno za kulturní památku.